# Copamiento de la ciudad de Garín
El Copamiento de la ciudad de Garín, que sus organizadores denominaron Operación Gabriela, fue realizado el 30 de julio de 1970, entre las 13 horas y las 14:30 aproximadamente, por un comando de la organización guerrillera Fuerzas Armadas Revolucionarias que en esa forma hizo su primera operación militar pública, copando la ciudad de Garín, ubicada en la zona norte del Gran Buenos Aires. Participó un número no precisado de guerrilleros que se estima en alrededor de cuarenta, entre las cuales había un número apreciable de mujeres y durante el hecho mataron a un policía.

## Objetivos
Por una parte, la acción perseguía obtener dinero, armas, uniformes policiales y cualquier otro tipo de elementos útiles para proseguir su actividad y por la otra buscaba demostrar la eficacia de la lucha armada, la factibilidad de las operaciones de copamiento y la vulnerabilidad de un régimen militar, que a partir del relevo del presidente de facto Juan Carlos Onganía y su reemplazo por el general Marcelo Levingston había logrado un clima social y político de relativa distensión. Tampoco debe perderse de vista que una operación exitosa constituiría una importante muestra de poder por parte de las FAR y un marco adecuado para su presentación pública.

## Planificación

### Hechos inspiradores
El operativo estaba inspirado en el copamiento de la ciudad de Pando, situada a treinta y dos kilómetros de Montevideo, que había realizado el 8 de octubre de 1969 el Movimiento de Liberación Nacional-Tupamaros, en el marco de la guerra de guerrillas que llevaba a cabo, que incluyó la ocupación de la comisaría, el cuartel de bomberos, la central telefónica y varios bancos. Los hechos duraron unos 20 minutos, al cabo de los cuales los guerrilleros huyeron en varios vehículos pero hubo un enfrentamiento al ser interceptados por la policía y murieron un sargento de policía y tres guerrilleros y en los días siguientes una veintena de participantes fue detenida. El otro antecedente era la toma de la localidad cordobesa de La Calera realizado por la organización guerrillera argentina Montoneros el 1 de julio de 1970, en la cual errores de planificación y ejecución provocaron la detención de varios militantes, algunos de ellos fundadores de la organización.

### La elección del lugar
Garín es una ciudad ubicada a cuarenta kilómetros de la Capital Federal que en ese momento era relativamente chica, con unas 35 manzanas de edificación y cerca de treinta mil habitantes. La vía del ferrocarril dividía al pueblo en dos áreas, tenía un banco, una comisaría y dos accesos que eran controlables y permitían una rápida huida por la ruta Panamericana y el Acceso Norte que conducían a otros numerosos centros poblados. Por otra parte, la circunstancia de estar a solo quince kilómetros de la guarnición militar de Campo de Mayo, aumentaría su importancia y repercusión.
Previamente algunos militantes relevaron la zona, verificaron si existían radioaficionados en Garín, cuáles eran los horarios de los trenes, cuándo arribaba el camión del correo, etc. La dirección de las FAR pidió además que los militantes que estaban al tanto de la operación expresaran con franqueza las objeciones que tuvieran respecto de la elección del lugar.

## Participantes
Se estima que en esa época las FAR contaban con algo más de 50 militantes efectivamente armados, más otros 30 convencidos a emprender el mismo camino y unos 50 simpatizantes dispuestos a prestarles una casa, darles ayuda médica u otras acciones colaterales.
En el hecho participaron en forma directa alrededor de 40 militantes, con una presencia significativa –alrededor de una docena- de mujeres. Actuaron divididos en dos grandes grupos conformados por tres y cuatro comandos con la condición de que ninguno de los dos podía ir en ayuda del otro si se presentaban problemas. Cada comando, que en general funcionaban en parejas, debía garantizar su propia. La indispensable coordinación dependía de un comando central ubicado fuera de la zona de operaciones comunicado por medio de walkies talkies.
Cerca de Escobar había un grupo de apoyo de tres militantes –Carlos Goldemberg Sergio Paz Berlín, y una médica de nombre “Sy”, que no conocían los detalles de la operación– en un automóvil para trasladar algún herido hasta una quinta para ser atendido.
Según uno de los comunicados de las FAR, un primer intento de copar el pueblo debió ser abortado, lográndose hacerlo sin mayores consecuencias.
Según el relato realizado años después por uno de los dirigentes de las FAR que estuvo en el operativo, entre sus participantes se encontraban: Carlos
Olmedo, que dirigía y coordinaba desde fuera del campo de operaciones; Juan Julio Roqué, que hizo el diseño militar de la operación; Juan Pablo Maestre, que dirigió el comando ubicado en la Avenida Belgrano para que no salieran vehículos del pueblo; Francisco Urondo y Roberto Quieto que dirigían distintos comandos; y también María Angélica Sabelli, Alberto Miguel Camps, Marcos Osatinsky y Marcelo Aburnio Verd.

## Ejecución
El 30 de julio los militantes de las FAR redujeron a los choferes de algunos automóviles remises y de vehículos utilizados para realizar fletes y, caracterizados como policías,  personal médico o encuestadores,  llegaron a Garín divididos en siete grupos comando coordinados por Carlos Olmedo, quien estaba en comunicación desde fuera de la zona de operaciones.
En la oficina de ENTel, de la que dependía el servicio de telefonía, un hombre y una mujer que habían llegado en una camioneta con un cartel que indicaba “ENTel (Servicio Contratado) RP. 14” encontraron a la empleada de limpieza y se presentaron como encomendados por ENTel para hacer una encuesta, que tenían la tarea de realizar un censo. Fueron atendidos por la empleada de limpieza de la empresa que fue respondiendo al cuestionario durante una hora hasta que arribó un tercer hombre, también presentado como miembro de ENTel, a cuyo pedido la empleada de dio la llave de la oficina central que por ser mediodía ya había cerrado. Fue así que los tres ingresaron a la misma y, tras encerrar en el baño a un empleado, cortaron con un serrucho el cable maestro de las comunicaciones.
Al mismo tiempo una pareja de jóvenes se presentó como inspectores de ENTel en la vivienda de Bruno Emilio Torazzo, el único radioaficionado del pueblo diciendo que debían tomar los datos del equipo, pero en lugar de ello dominaron a los presentes en la casa y destruyeron el aparato.
Cerca de las 13:40 hs., otros dos grupos de integrantes que fingían ser policías buscando los implicados en el caso Aramburu se ubicaron en los dos accesos a la ciudad. Uno, integrado por cinco hombres armados, cuatro de ellos con uniformes policiales,  estaba en la intersección de Avenida Belgrano y calle 15, frente a la residencia infantil de OPROVI3 e impidió la salida de la ciudad por el Acceso Norte reteniendo las llaves y la documentación de los vehículos que iban llegando. El otro comando, formado por cinco hombres armados, uno de los cuales vestía uniforme policial, se ubicó en la Avenida Márquez y con el mismo pretexto y procedimiento cerraba la salida de vehículos hacia la ruta Panamericana y vigilaba a los siete choferes de los vehículos en los que habían llegado, que estaban encerrados en la parte trasera de la camioneta Ford F-350.
Al mismo tiempo un grupo vigilaba la estación del Ferrocarril Mitre; mientras lo hacían, una de las parejas ingresó a la oficina del jefe de la estación y luego de enviar un telegrama el grupo se fue del lugar considerando que no era necesario tomar la estación.
A la comisaría de Garín concurrió un supuesto médico, con una tarjeta identificatoria que decía “Dr. Krause”, acompañado por una mujer con guardapolvo de enfermera de la Cruz Roja. Al suboficial de servicio le manifestaron que habían ido a examinar el estado de salud de los niños alojados en el establecimiento OPROVI, ubicado en la localidad y que querían “abrir comisión”, que era un trámite usual para algunos empleados estatales consistente en dejar constancia de su presencia en el libro de guardia. Cuando el policía iba a hacerlo, la mujer sacó de entre sus ropas una ametralladora y el hombre exhibió su arma; redujeron también al otro policía que estaba en la comisaría, los dejaron inmovilizados, robaron las armas y los uniformes policiales que se encontraban en el lugar y pintaron la consigna  “Libres o muertos. Jamás esclavos. Fuerzas Armadas Revolucionarias”  en las paredes. Más tarde llegaron a la comisaría dos vecinos que iban a dar aviso de lo que estaba sucediendo en el banco y también fueron encerrados.
A la sucursal del Banco de la Provincia de Buenos Aires ubicada a pocas cuadras de allí la comisaría, llegaron en una camioneta amarilla un hombre y una mujer -vestida con minifalda y botas negras- que se aproximaron al cabo 1.° Fernando Sulling, de guardia en la puerta, quien sacó un arma sospechando un asalto pero la mujer disparó la ametralladora que portaba y lo hirió en el estómago. Junto con otra pareja que se aproximó ingresaron al banco cargando al policía y se unieron a los otros cuatro integrantes del comando. Los guerrilleros dominaron con sus armas de fuego al personal del banco, a los clientes presentes y a otros policías de custodia. Al mismo tiempo y como apoyo al asalto, una pareja de jóvenes entraba al restaurante “El Farolito”, situado frente al banco y encerrado en la cocina a los clientes y a los dueños, retirándose más tarde tocar la recaudación. En el banco, mientras algunos pintaron consignas, otros se apoderaron del dinero disponible en las cajas pero no podían ingresar al tesoro principal porque la llave indispensable no estaba en poder del gerente sino en la comisaría, por lo que fueron a buscarla pero al regresar con ella al banco, antes de usarla recibieron la orden de retirarse de inmediato.
Un vecino pudo avisar a la policía desde un teléfono de la ruta y personal llegado en móviles desde localidades cercanas comenzó a ser tiroteado por el grupo que controlaba el Acceso Norte, frente a OPROVI. Según uno de los conductores allí retenidos, “parecía que lo hacían hacia abajo, como tratando de no herir a los policías”. Finalmente este comando se retiró velozmente por el Acceso Norte, al igual que todos los que habían actuado, salvo la pareja que había vigilado la estación de ferrocarril que tomó la ruta 3 en dirección a Tortuguitas. Los policías y civiles retenidos en los diversos locales fueron liberados y el policía herido fue llevado a un hospital donde murió poco después.

## Consecuencias
Los militantes huyeron de la ciudad con $3.316.628 pesos moneda nacional, 7 pistolas de diverso calibre, cuatro revólveres, dos metralletas, cargadores y chapas y uniformes policiales y dejaron Garín cubierta de panfletos y pintadas con las siglas de la organización.
En un reportaje a Carlos Olmedo realizado poco antes de su muerte publicado en abril de 1971 en el n° 28 de la revista Cristianismo y revolución declaró:

"Sobre Garín cabe decir que es la demostración palpable de que aplicando una concepción táctica que detecte los puntos débiles del enemigo y aplicando esa condición fantasmal del guerrillero que reclamaba el Che, todo es posible, si además hay disciplina, capacidad técnica y disposición revolucionarla. Garín es todo lo que se dice que fue, pero fundamentalmente para nosotros la demostración de una posibilidad al alcance de todas nuestras organizaciones armadas. Y muchos Garín sobrevendrán en esta guerra".

A raíz del copamiento, el presidente Levingston llamó a una reunión extraordinaria del Consejo Nacional de Seguridad, que era un organismo creado por Onganía en el marco de la Ley de Defensa Nacional para planificar acciones de seguridad interior, en la cual, con la presencia de los principales integrantes del gobierno se ordenó equipar a las fuerzas de seguridad de los medios suficientes para luchar contra la “delincuencia ideológica” y aplicar con rigor las normas vigentes, que incluían la pena de muerte. La prensa destacó la sincronización y el adiestramiento de los participantes de la toma y vieron en ella la confirmación de que la actividad guerrillera había alcanzado una envergadura sin precedentes en el país (La Nación, La Razón y Clarín 31/7/70 y 1/8/70, Confirmado 5-11/8/70, Análisis 4-10/8/70). Para la Policía de la Provincia de Buenos Aires el hecho constituía un hito en la Guerra Revolucionaria, de carácter total, ideología marxista, consecutiva a la Conferencia Tricontinental  (en Sumario de la Causa Judicial, Legajo N.º 122, Archivo DIPBA).